# Смирнов Іван Микитович
Іван Микитович Смирнов (1881, село Городниця Рязанської губернії, тепер Рязанської області, Російська Федерація — розстріляний 25 червня 1936, Москва) — радянський політичний, державний і партійний діяч, голова Сибірського бюро ЦК РКП(б), народний комісар пошт і телеграфів СРСР. Один із лідерів «лівої опозиції». Кандидат у члени ЦК РКП(б) з березня 1919 по березень 1920 і з березня 1921 по березень 1922 року. Член ЦК РКП(б) з квітня 1920 по березень 1921 року. Член Установчих зборів Російської республіки в 1917 році. Член ЦВК СРСР у грудні 1922 — грудні 1927 року (виведений як опозиціонер).

## Життєпис
Народився в селянській родині. До 1895 року проживав у селі, після смерті батька переїхав до Москви.
Закінчив початкове міське училище в Москві. Трудову діяльність розпочав робітником на залізниці в Москві. Потім працював робітником московської фабрики.
Член РСДРП з 1899 року. Після розколу 1903 року став більшовиком.
Вів нелегальну партійну роботу в Москві, Санкт-Петербурзі, Вишньому Волочку, Ростові, Харкові, Красноярську, Томську. Шість разів був заарештований (1899, 1904, 1909, 1910, 1913, 1914), близько 6 років провів у в'язницях та 4 роки — на засланнях у Іркутській, Вологодській губерніях та Наримському краї.
З 1914 року відбував заслання в Наримському краї. У 1916 році мобілізований до російської армії, служив у Томську, був організатором нелегального «військово-соціалістичного союзу».
З березня по серпень 1917 року — член виконавчого комітету Томської ради. З серпня 1917 по 1918 рік — організатор і завідувач партійного видавництва «Хвиля» в Москві.
28 серпня 1918 — 1 квітня 1919 року — член Революційної військової ради (РВР) і завідувач політичного відділу Східного фронту. Одночасно, з 6 вересня 1918 по 8 липня 1919 року — член Революційної військової ради Республіки і завідувач політичного відділу РВРР.
У грудні 1918 — серпні 1921 року — член Сибірського бюро ЦК РКП(б).
1 квітня 1919 — 30 квітня 1920 року — член Революційної військової ради (РВР) 5-ї армії Східного фронту.
27 серпня 1919 — 7 лютого 1920 року — голова Сибірського революційного комітету. У серпні 1919 — серпні 1921 року — голова Сибірського бюро ЦК РКП(б). До 29 серпня 1921 року — голова Сибірського революційного комітету.
У грудні 1921 — квітні 1922 року — відповідальний секретар Петроградського губернського комітету РКП(б). Одночасно, в грудні 1921 — квітні 1922 року — відповідальний секретар Північно-Західного бюро ЦК РКП(б), заступник голови Північно-Західної Ради народних комісарів і заступник голови виконавчого комітету Петроградської губернської ради.
З травня 1922 по липень 1923 року — начальник Головвоєнпрому Вищої ради народного господарства (ВРНГ) РРФСР. Одночасно, з травня по вересень 1922 року — член президії ВРНГ РРФСР. У вересні 1922 — травні 1923 року — заступник голови ВРНГ РРФСР. З травня по липень 1923 року — член президії Вищої ради народного господарства (ВРНГ) РРФСР. З 1923 року був активним учасником троцькістської опозиції.
6 липня 1923 — 12 листопада 1927 року — народний комісар пошт і телеграфів СРСР.
14 листопада 1927 року виключений із ВКП(б). 31 грудня 1927 року постановою Особливої наради при колегії ОДПУ засуджений до 3 років заслання. У 1928—1929 роках перебував на засланні в Зангезурі Вірменської РСР.
У жовтні 1929 року відійшов від опозиції, у травні 1930 року відновлений в членах партії.
З 1929 по 1930 рік — на господарській роботі в Москві, співробітник Народного комісаріату зовнішньої торгівлі СРСР.
У 1930—1931 роках — керуючий тресту «Саратовкомбайнбуд» (начальник будівництва Саратовського комбайнового заводу).
З 1931 по січень 1933 року — заступник начальника Головмаштрансу ВРНГ СРСР, начальник управління новобудов Народного комісаріату важкої промисловості СРСР.
14 січня 1933 року був заарештований, 20 лютого 1933 року виключений з партії і 16 квітня 1933 року Особливою нарадою при колегії ОДПУ засуджений до п'яти років таборів. На процесі «антирадянського об'єднаного троцькістсько-зінов'євського центру» (24 серпня 1936 року) засуджений до розстрілу. Розстріляний наступного дня.
Посмертно реабілітований в 1988 році.